# Zavora
 (mai 2024).
La mise en forme du texte ne suit pas les recommandations de Wikipédia : il faut le « wikifier ».
Les points d'amélioration suivants sont les cas les plus fréquents. Le détail des points à revoir est peut-être précisé sur la page de discussion.
- Les titres sont pré-formatés par le logiciel. Ils ne sont ni en capitales, ni en gras.
- Le texte ne doit pas être écrit en capitales (les noms de famille non plus), ni en gras, ni en italique, ni en « petit »…
- Le gras n'est utilisé que pour surligner le titre de l'article dans l'introduction, une seule fois.
- L'italique est rarement utilisé : mots en langue étrangère, titres d'œuvres, noms de bateaux, etc.
- Les citations ne sont pas en italique mais en corps de texte normal. Elles sont entourées par des guillemets français : « et ».
- Les listes à puces sont à éviter, des paragraphes rédigés étant largement préférés. Les tableaux sont à réserver à la présentation de données structurées (résultats, etc.).
- Les appels de note de bas de page (petits chiffres en exposant, introduits par l'outil «  Source ») sont à placer entre la fin de phrase et le point final[comme ça].
- Les liens internes (vers d'autres articles de Wikipédia) sont à choisir avec parcimonie. Créez des liens vers des articles approfondissant le sujet. Les termes génériques sans rapport avec le sujet sont à éviter, ainsi que les répétitions de liens vers un même terme.
- Les liens externes sont à placer uniquement dans une section « Liens externes », à la fin de l'article. Ces liens sont à choisir avec parcimonie suivant les règles définies. Si un lien sert de source à l'article, son insertion dans le texte est à faire par les notes de bas de page.
- La présentation des références doit suivre les conventions bibliographiques. Il est recommandé d'utiliser les modèles {{Ouvrage}}, {{Chapitre}}, {{Article}}, {{Lien web}} et/ou {{Bibliographie}}. Le mode d'édition visuel peut mettre en forme automatiquement les références.
- Insérer une infobox (cadre d'informations à droite) n'est pas obligatoire pour parachever la mise en page.

Pour une aide détaillée, merci de consulter Aide:Wikification.
Si vous pensez que ces points ont été résolus, vous pouvez retirer ce bandeau et améliorer la mise en forme d'un autre article.
Zavora est une plage située au nord-est de Maputo au Mozambique, dans le district d'Inharrime, province d'Inhambane. Elle est située à 420 km au nord-est de Maputo, la capitale du Mozambique, et 27 km à l'est de la ville d'Inharrime. La capitale de la province, la ville d'Inhambane, se trouve à environ 2 heures de route vers le nord-est.
L'orthographe portugaise correcte est Závora, et certaines cartes font référence à cette zone sous le nom de "Ponta de Závora", en portugais pour "Pointe de Zavora" ou "Praia de Závora" signifiant "Plage de Zavora". L'origine du nom Zavora est inconnue.
Il existe également un poisson appelé Zavora-pypvis (langue afrikaans), ou traduit Zavora-syngnathe. Le nom biologique est Halicampus zavorensis de la famille des Syngnathidae. Selon une référence il s'agit d'un poisson trouvé dans l'ouest de l'océan Indien : connu uniquement à partir d'un spécimen de Zavora, au Mozambique, et de deux de Sour, une ville située à Oman.
Le mot Zavora est aussi utilisé comme nom de famille dans certaines langues. Le nom de la ville pourrait donc provenir d'une personne.
Bien que la population locale parle le shangaan et le portugais, la langue locale est le chopi. L'anglais est limité principalement aux entreprises et aux lodges.
Zavora est surtout connue pour son magnifique récif naturel et l'un des rares phares restants le long de cette côte. Le récif en fait un lieu de vacances populaire et attire de nombreux touristes.
La plupart des habitants vivent de la pêche et de l'agriculture de petites cultures.
Zavora abrite également l'un des rares phares restants au Mozambique. La tour de 16,1 mètres a été construite en 1910 et est toujours opérationnelle avec des éclairs lumineux à intervalle de 10 secondes pour aider au passage des navires. Le terrain est ouvert au public. Il se trouvait à une position de 10 milles marins (19 km) au sud-sud du phare du cap Zavora où le pétrolier côtier Africa Shell a été intercepté et coulé par le cuirassé de poche allemand Admiral Graff Spee le 15 novembre 1939, étant la sixième victime de la sortie de raid commercial de Graf Spee.
Selon certaines sources, un paquebot néerlandais, le Klipfontein, aurait heurté un récif submergé, à 5 milles marins du cap Barra, près d'Inhambane, le 8 janvier 1953. Dans un communiqué de presse sud-africain, la zone où le navire a coulé était appelée Cap Zavora (Afrique orientale portugaise). Ce communiqué de presse doutait qu'il puisse s'agir d'un récif submergé et invoquait plutôt un « obstacle » caché.